# Gregório Barbarigo
Gregório Barbarigo (nome completo em italiano: Gregorio Giovanni Gasparo Barbarigo; Veneza, 16 de setembro de 1625 - Pádua, 18 de junho de 1697) foi um cardeal católico, diplomata e académico italiano venerado actualmente como santo pela Igreja Católica.

## Biografia
Gregório Barbarigo nasceu em Veneza, no dia 16 de setembro de 1625. Oriundo de uma família aristocrata, rica, famosa e piedosa de Veneza, ele pôde por isso receber uma sólida e integral formação religiosa e intelectual. Fazia parte da Congregação Mariana. Aos dezoito anos, ele já era secretário do embaixador de Veneza. Em 1648, viajou com o embaixador veneziano Alvise Contarini ao Congresso de Münster, na Alemanha, para as negociações do Tratado de Vestefália, que pôs fim à sangrenta Guerra dos Trinta Anos. Durante o congresso, ele conheceu o núncio apostólico Fabio Chigi, que o orientou para o sacerdócio. Completou os seus estudos na Universidade de Pádua.
Foi ordenado sacerdote em 1655. Nesse mesmo ano, foi nomeado cónego de Pádua e prelado da Casa pontifícia pelo Papa Alexandre VII (ou Fabio Chigi). Sendo conselheiro e próximo do Papa, ele tornou-se também referendário do Supremo Tribunal da Assinatura Apostólica. Entre 1657 e 1664 foi bispo de Bérgamo e entre 1664 e 1697 foi bispo de Pádua. Em 1660, foi nomeado cardeal-presbítero de São Tomé em Parione e em 1677 optou pelo título cardinalício presbiterial de São Marcos.
Como cardeal, participou nos conclaves de 1667, de 1676, de 1689 e de 1691. Após o conclave de 1676, o novo Papa eleito, Inocêncio XI, manteve-o em Roma durante três anos como conselheiro e confiou-lhe a supervisão do ensino da religião católica na cidade.
As suas actividades apostólicas e pastorais como bispo influenciaram muita a sua época. Cumprindo o espírito reformador do Concílio de Trento, ele desenvolveu e engrandeceu os seminários de Pádua e de Bérgamo, dotando-os com bons professores vindos de vários países da Europa. Incentivou o estudo das línguas orientais no seminário de Pádua e promoveu a unidade entre as Igrejas Católica e Ortodoxa. Ele fundou também vários seminários, que colocou sob as regras de São Carlos Borromeu.
Fundou em Pádua uma biblioteca e uma imprensa poliglota, que foi considerada na altura uma das melhores da Itália. Para educar e orientar melhor os pais e educadores, criou também escolas populares e instituições onde se ensinava religião. Fundou também várias instituições de caridade. Num período de peste, mais de treze mil pessoas tiveram assistência e cuidados de saúde por causa do seu esforço caritativo e humanitário. Constituiu a Congregação dos Oblatos dos Santos Prosdócimo e António. Sendo um hábil diplomata, ele evitou e pacificou várias disputas políticas que podiam tornar-se sangrentas.
Gregório Barbarigo morreu em Pádua, no dia 18 de junho de 1697. Foi beatificado pelo Papa Clemente XIV no dia 6 de junho de 1771 e foi canonizado pelo Papa João XXIII no dia 26 de maio de 1960. A sua vida e obra foi profundamente estudada por João XXIII, que nasceu e trabalhou como sacerdote na diocese de Bergamo.

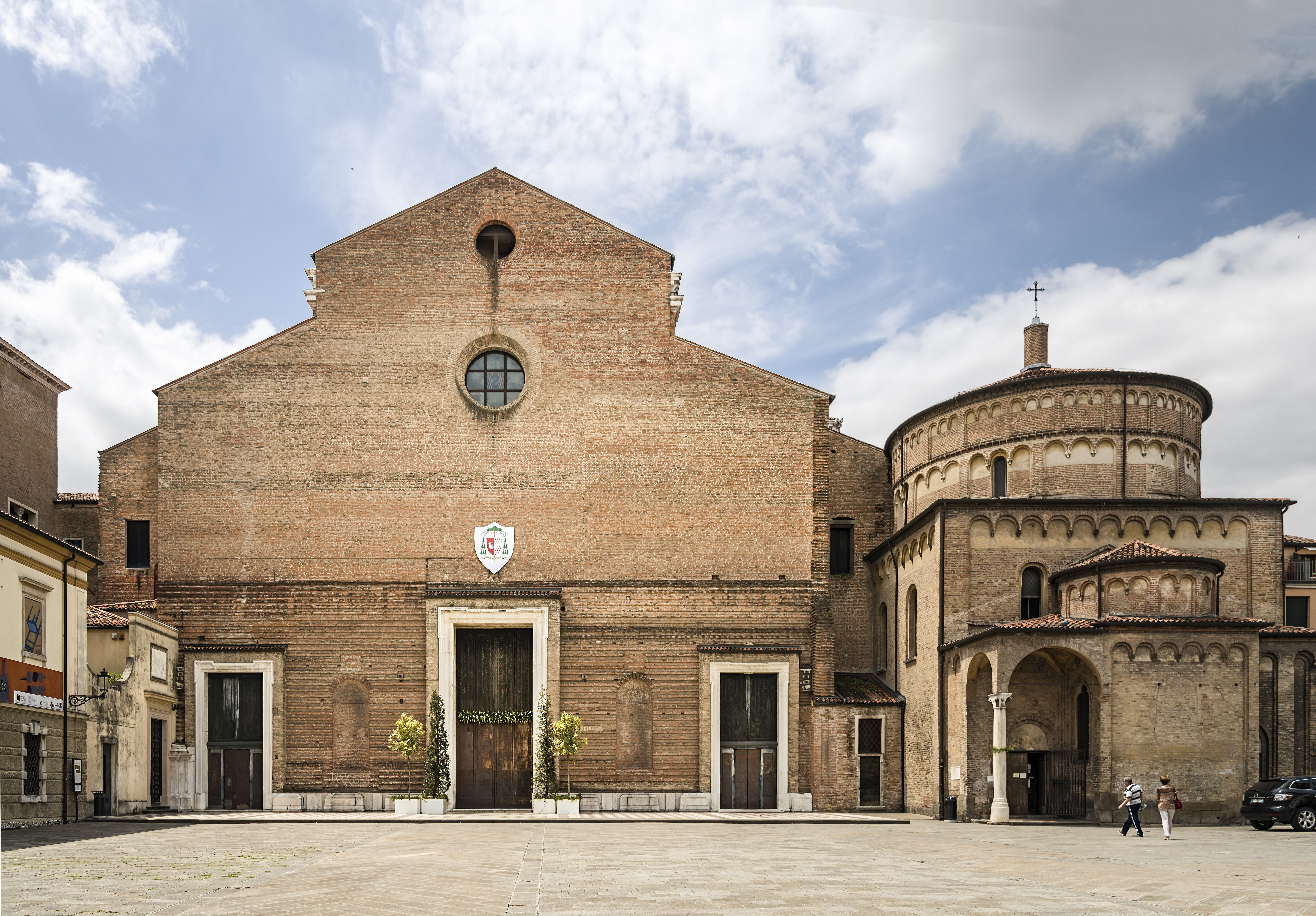
Catedral de Pádua
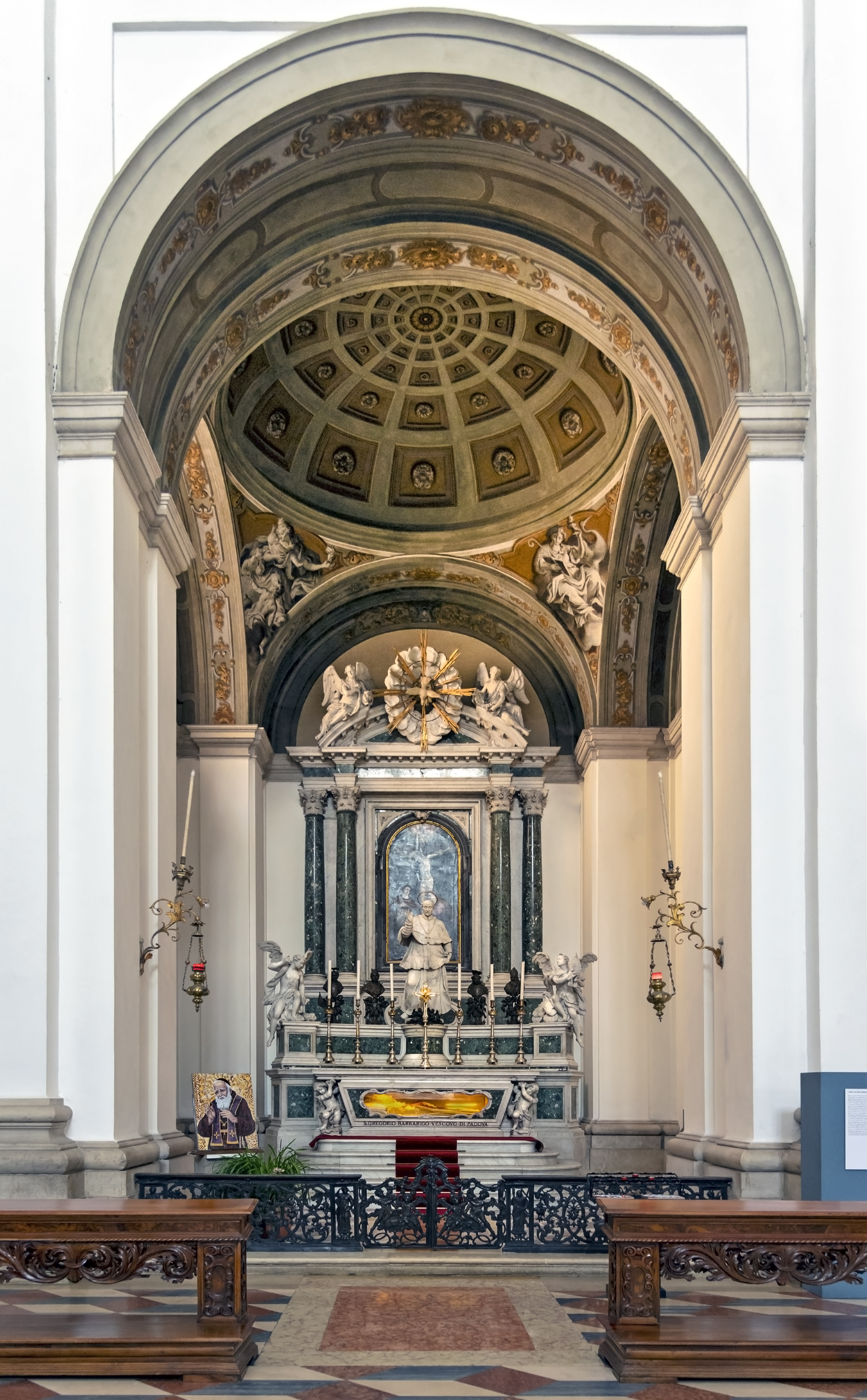
A capela de Gregório Barbarigo
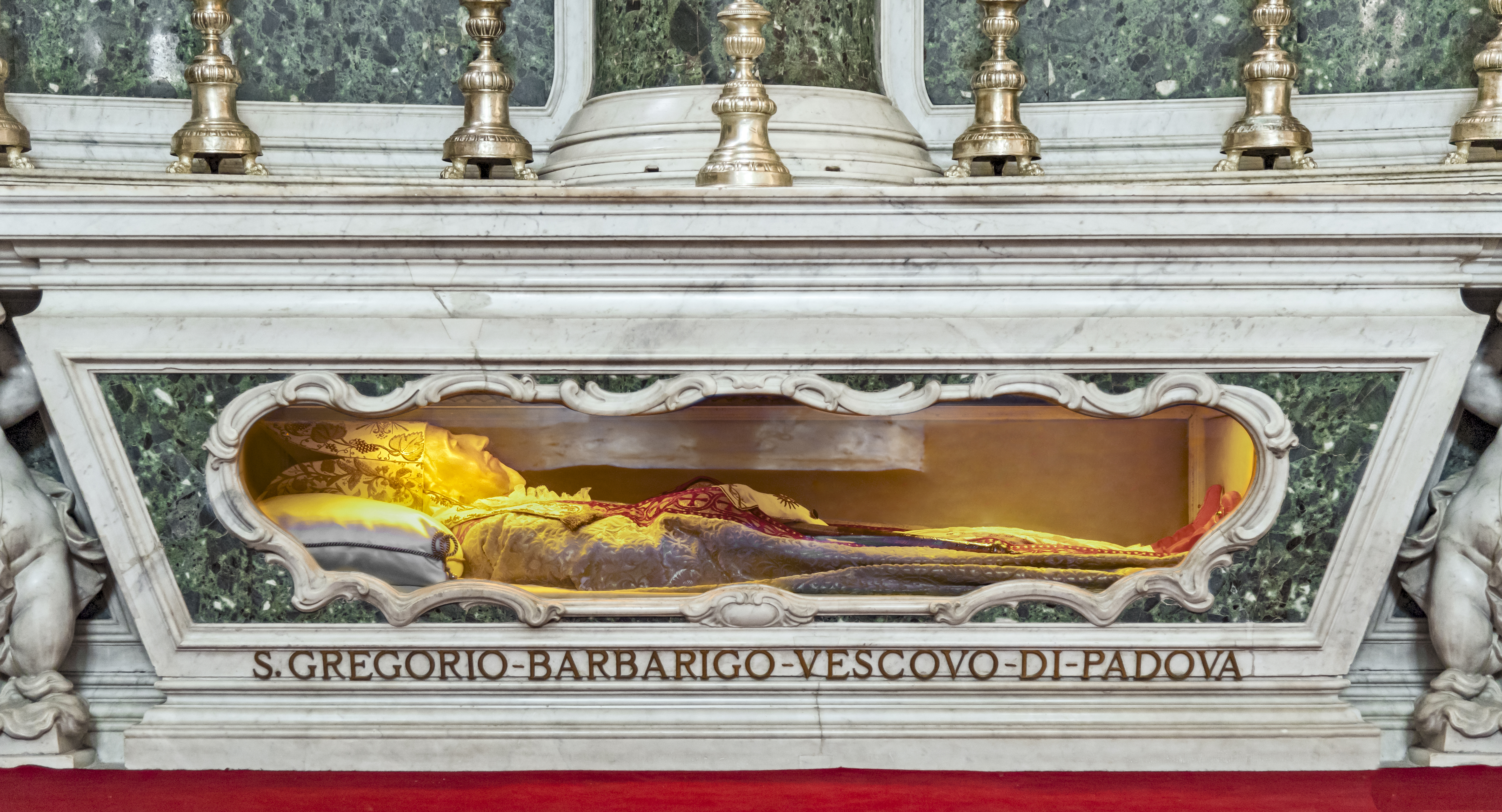
O corpo embalsamado do santo
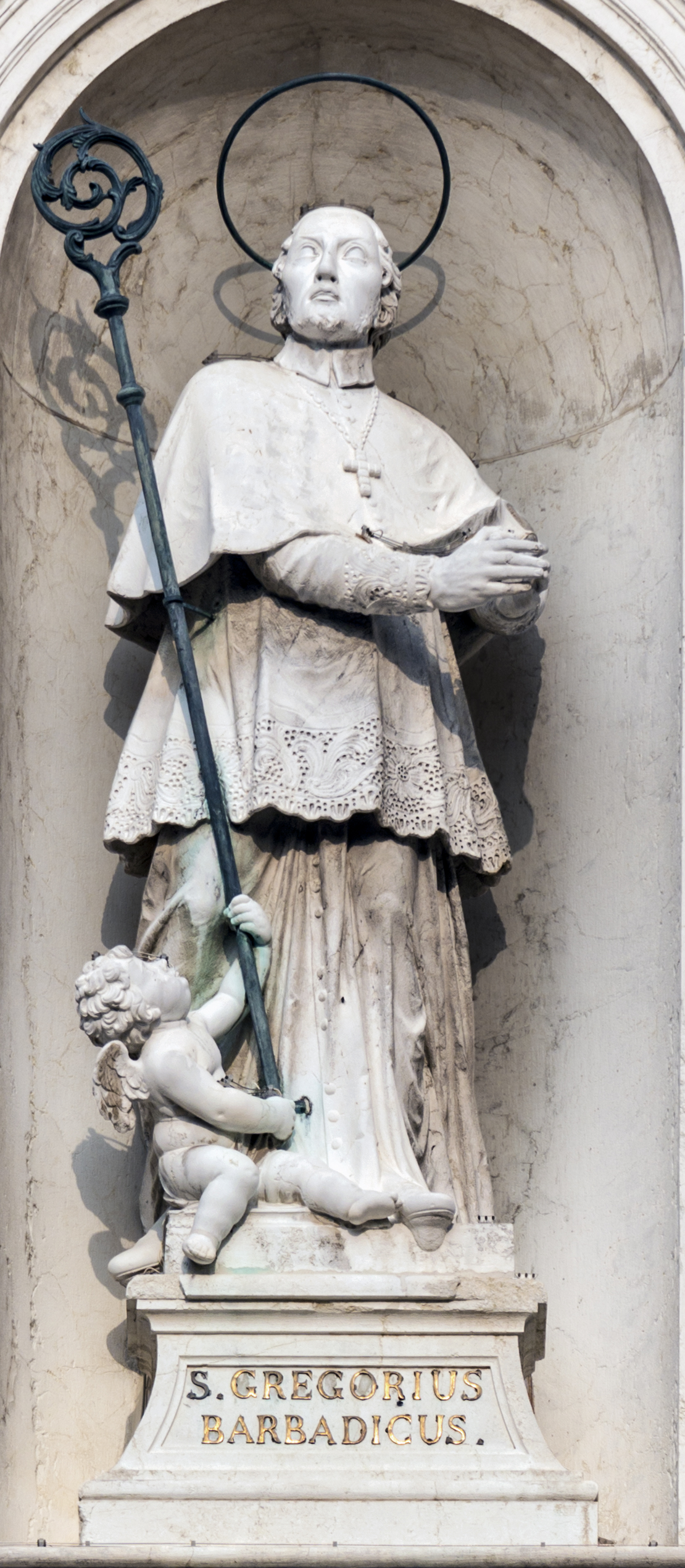
São Gregório Barbarigo na fachada da igreja de San Rocco, em Veneza